# Дезињи
Дезињи (фр. Desingy) насеље је и општина у источној Француској у региону Рона-Алпи, у департману Горња Савоја која припада префектури Сен Жилијен ан Женвоа.
По подацима из 2011. године у општини је живело 797 становника, а густина насељености је износила 42,1 становника/km². Општина се простире на површини од 18,93 km². Налази се на средњој надморској висини од 512 метара (максималној 661 m, а минималној 260 m).

## Демографија
| 1962. | 1968. | 1975. | 1982. | 1990. | 1999. | 2011. |
| ----- | ----- | ----- | ----- | ----- | ----- | ----- |
| 429   | 475   | 474   | 450   | 512   | 603   | 797   |

График промене броја становника у току последњих година